# 唐志堅
唐志堅，GLM（1940年—2023年8月5日），廣東汕尾陸豐人。

## 曾任
- 澳門第五、六屆立法會議員[2]  (1992年至1999年)
- 澳門特別行政區第一、二屆立法會議員 (1999年至2005年)
- 澳門特別行政區行政會委員、發言人 (1999年至2009年)
- 澳門工會聯合總會常務理事
- 科學技術發展基金行政委員會主席
- 澳門潮州同鄉會創會會長
- 澳門電腦學會創會會長
- 澳門勞工子弟學校[註 1]校長[2]，後為校務顧問

## 獎項
- 金蓮花榮譽勳章勳賢

## 逝世
2023年8月5日，唐志堅不幸因病逝世，積閏享壽87歲。
2023年8月7日，行政長官賀一誠發出唁函，向其親屬表達深切慰問。賀一誠在唁函指，唐志堅先生一生愛國愛澳，心繫社會，為澳門發展作出良多貢獻，特別是獻身教育事業，作育英才，桃李滿門，並且熱忱社會事務，關顧勞工階層，深受各界尊敬。唐志堅先生長期參政議政，積極建言獻策，關心國家和特區事務，致力推動「一國兩制」在澳門的成功實踐行穩致遠。
2023年8月10日，唐志堅於鏡湖殯儀館舉殯，行政長官賀一誠、全國政協副主席何厚鏵、澳門中聯辦副主任嚴植嬋、澳門立法會主席高開賢等到場致祭，政府多個部門、中央駐澳機構、社會各界知名人士、教育團體，各高校、中學及學生等，先後到場致悼，並向唐志堅家屬致以深切慰問。靈堂上方橫披寫着“德高望重”四字，兩旁擺放政府及社會各界友好等送來的鮮花、花籃，佈置莊嚴簡潔。告別儀式於翌日（8月11日）舉行，隨即辭靈出殯，奉柩珠海南溪青松園火化。

## 註
1. ↑  2020年改為勞校中學